# Memorie della Città di Potenza
Memorie della Città di Potenza è un'opera storica di Emmanuele Viggiano, dedicate alla città di Potenza e pubblicata nel 1805.

## Dedica
L'autore inizia l'opera con una dedica alla nobildonna Ginevra Loffredo, all'epoca contessa di Potenza, della quale vengono decantate le virtù. Ella viene esortata ad interessarsi alla storia di quella che è si una città secondaria del Regno, ma che è il luogo che ha dato i natali ai suoi avi appartenenti alla famiglia nobiliare dei Loffredo e che ha ospitato anche altre due donne di grande virtù: Ginevra Grillo e Marianna Albani. Il Viggiano invita quindi la sua contessa a mettere per un attimo da parte le questioni della “Città Sovrana” del Regno e della vicina regione Campania, splendida e ricca di bellezza naturali, per portare alla sua attenzione la Basilicata, descritta dall’autore come un antico luogo reso penoso dagli avvenimenti politici e storici del tempo, che in precedenza vantava alcuni tra i borghi più incantevoli d'Italia.

## Capitolo I
Viggiano inizia con una descrizione geografica della Basilicata; viene introdotto poi il desiderio di narrare in chiave storiografica la storia antica della città, un tempo ricca e fiorente, per poi descrivere quelli che erano i confini antichi della Lucania grazie alle fonti di letterati Greci e Latini: questa si estendeva in origine dal fiume Sele fino a Reggio, comprendendo molte città del Litorale, che originariamente appartenevano alla Magna Grecia (fonte presa dallo scrittore greco Scilace). In seguito con la diffusione dei popoli Lucani e Bruzzi il territorio si trovò a confinare con il Sele a occidente, il Tirreno che bagna a Sud, il fiume Lao e il fiume Sibari che la dividevano dal Bruzio a ovest e a Nord segnava i confini il Bradano, tutte queste notizie vengono prese da Strabone. Viene infine citato un passo di Cluverio, in cui vengono descritti più dettagliatamente questi confini.
Si parla poi dell’etimologia del nome Lucania, molto incerta. Di figure come Plinio e Festo e ancora l’Antonini vengono scartate le ipotesi, dato che il nome non si poteva decifrare usando una lingua (il latino) che non era propria di quella terra. Si narra dunque la distruzione di Siri e da questo si arriva al significato della parola, derivante dalla parola Siriaca Luca (senex in latino, vecchio in italiano). Viene enunciato come conferma un passo di Strabone che non viene detto,in cui viene raccontato che i Sanniti cacciarono i popoli dei Coni e degli Enotri, e fondarono una colonia (Λυκὰνων – in latino Lucanorum, che Strabone interpreta come Veteranorum).
Il popolo lucano viene descritto come il più bellicoso d’Italia, non inferiore a nessuno. Dionigi di Alicarnasso narra che una colonia spartana, per evitare le rigide leggi di Licurgo, lasciò la patria e si insediò in questi territori, unendosi ai popoli indigeni dei Sabini, a cui tramandarono l’arte guerriera. Questi ultimi poi la passarono ai Sanniti e i Sanniti ai Lucani. Questo popolo, per la sua fermezza e belligeranza resistette alle espansioni del nascente popolo romano. Nel frattempo, a quello stato di primaria selvaggia fu adoperata una prima istituzione, che dice Viggiano "li rendeva umani ed ospitali".
In seguito ai tempi delle Guerre Italiche i Lucani divennero confederati coi Sanniti, ottenendo la cittadinanza del consolato di Gneo Pompeo Strabone. Ma dopo pochi anni lo spirito di indipendenza portò figure come Lamponio Lucano e Ponzio Telesino a condurre un esercito da Preneste fino alle porte di Roma, dove fu sconfitto l'esercito di Silla.
Il capitolo si chiude con una descrizione della città di Metaponto, famosa in quanto il filosofo Pitagora vi fondò una scuola, dove giungevano genti provenienti da ogni angolo della Lucania. La città godeva di una fiorente agricoltura, tanto che sulle monete fu intagliata una spiga di grano, simbolo del benestare dovuto ad essa, c’è inoltre una descrizione del tempio di Paestum, tipicamente di fattura dorica, con le colonne spesse e lisce, e la mancanza di basi.

## Capitolo II
Tra le prime popolazioni che insediarono la Lucania vi furono gli Enotri, chiamati così dal loro condottiero Enotro, circa trecento anni prima della caduta di Troia,e contemporaneamente presso l’uscita degli Ebrei dall'Egitto. A cacciare successivamente gli Enotri furono gli Ausoni, dei quali non si hanno molte fonti. Si sa che diedero nome al mar Tirreno, da loro, si originò poi il popolo degli Aurunci. Gli Ausoni dice un tale Antioco di Siracusa, probabilmente furono un unico popolo con gli Osci.
Il nome Italia invece fu dato da Italo, che si insediò in Abruzzo, e da li si estese per il resto del paese fino alle Alpi, e così i nomi come Ausonia, Enotria ed Esperia, che furono dati dalle medesime popolazioni che vi si insediarono originariamente, caddero in disuso. Tornando alla Lucania, si insediarono in questa terra anche i Pelasgi e i Tirreni, la cui origine dice Erodoto sia Lidia. Ai tempi della guerra di Troia approdò sulle spiagge del Tirreno il popolo dei Coni, guidati per leggenda da Ercole. Contro l’invasione di questi popoli i Lucani formarono un esercito composto dalla migliore gioventù sannita che li sconfisse, e divenuti il popolo dominante chiamarono la terra Lucania. In seguito alla sconfitta le città Greche si unirono in una confederazione, ma furono battute ugualmente. Si giunse così a una pace, per mezzo di Lettine, fratello di Dionigi di Siracusa, che era alleato dei Lucani.
Per quanto riguarda l’origine del nome di Potenza un anonimo studioso, che aveva le sue origini negli Enotri, affermò che il nome della città ha carattere prettamente greco, e che i Lucani non avevano potuto dare. Essi, vedendo originariamente la città posta alle sponde del fiume, avrebbero dato il nome per l’uso che ne facevano di quelle acque, e quindi il nome, che fu dato prima al fiume deriva dal greco Ποτὶζω, che in lingua latina divenne Potentia, il nome fu poi dato alla città stessa. Un torrente poi del fiume che divide il territorio potentino dalla parte orientale, chiamato Tiera, deriva dal greco Θὺρα che in latino equivale a oftium, tantopiù che presso il letto vi erano avanzi di fabbriche antiche.

## Capitolo III
Tratta delle più importanti vicende dei Lucani dal tempo in cui mantenevano la loro indipendenza fino a quelli dell'impero di Augusto.
Non si hanno notizie certe riguardo alla politica che vigeva in Lucania, si ipotizza fosse presente una sorta di Stato democratico, che in tempi di guerra veniva sostituito nominando un Re. Ci furono indubbiamente molte guerre, tuttavia, i Lucani vennero alle armi con i romani solo intorno al 429 ab urbe condita. Prima di allora, ci dice Tito Livio essi furono lasciati indipendenti, sia perché tra Sanniti e Romani si era stabilita una pace, sia perché quest'ultimo popolo non riteneva vantaggioso e utile possedere la Lucania, ma quando l'alleanza tra Romani e Sanniti si sfaldò, attorno al 454 alcuni dei Lucani, tra cui membri delle famiglie più ricche delle varie città, furono mandati come prigionieri.
Dopo questi avvenimenti ci fu una tregua tra Lucani e Romani, cosicché quest’ultimo popolo poté approfittarne a discapito dei Sanniti, che in quel momento mancavano di un alleato. Finita la tregua, Lucani, Sanniti e Bruzi furono ripetutamente sconfitti dalle forze romane finché non li sottomisero definitivamente alla fine del consolato di Lucio Papirio Cursore. Questi popoli restarono alla mercé dei Romani fino al periodo della battaglia di Canne, quando venuti a conoscenza della sconfitta romana e della loro umiliazione, decisero di mettersi sotto al comando di Annibale. Così il suo luogotenente, Annone, mise in piedi un'armata locale che però fu sconfitta da Tiberio Gracco a Benevento, e dopo la vittoria fece leva di soldati in Lucania con il compito di razziare i possedimenti nemici. Lo stesso Annone, desideroso di vendetta per questo voltafaccia, finì per farne sterminio. La guerra proseguì, e molte terre lucane furono conquistate dal console Sempronio. Ma l’esercito romano che si trovava nella provincia fu distrutto presso Vietri di Potenza che i romani chiamavano Campi Veteres, per opera di un agguato teso dall'Africano Magone e aiutato da un certo Flavio, uomo di conto tra i Lucani, spinto dal desiderio di avere un’accoglienza migliore da parte dell’altro condottiero, e sperando inoltre che questo concedesse ai Lucani l’indipendenza.
Nello stesso anno di quegli avvenimenti, l’allora console Appio Claudio Pulcro venne in Lucania per allontanare Annibale da Capua, ma questo riuscì a darsi alla fuga; successivamente anche il console Marcello, condusse in questa regione una battaglia contro l’africano Numistrone, che sconfitto, si ritirò in Puglia, così sia egli sia Annibale lasciarono svincolate le guarnigioni Lucane, e il Console Quinto Fulvio Flacco le inserì tra le sue file. Chiesero di mettersi sotto le sue dipendenze anche i Bruzi, con le stesse condizioni di resa dei Lucani, ma poiché Annibale torno all’assalto della regione, il Console andò a fronteggiarlo presso Grumento, dove vinse, inoltre, poiché rimase ucciso il Fratello di Annibale nella battaglia del Metauro, il condottiero africano si ritirò proprio nelle terre dei Bruzi.
Dai due anni consecutivi alla guerra, sotto il consolato di Quinto Cecilio Metello e Lucio Veturio Filone, tutte le popolazioni furono sotto il controllo romano fino alla Guerra Sociale. Fu allora mandato in Lucania il legato Aulo Gabinio, che riscosse vari successi, ma fu infine ucciso in battaglia, I Lucani non lasciarono le armi, e resistettero insieme ai sanniti fin quando il senato non si trovò costretto a proporre loro la cittadinanza. Promulgata la Legge Giulia e successivamente ampliata a questi popoli dai tribuni Marco Plauzio Silvano e Claudio Papirio Carbone con la Lex Plautia Papiria, furono inseriti inizialmente in delle ulteriori ‘Nove tribù’, in seguito il tribuno Publio Sulpicio Rufo, seguace del console Mario, propose di integrare i Lucani nelle Comizi tributi per avere in cambio l’appoggio di questi. Tuttavia questa azione finì per provocare il dissenso di Silla, che lo fece assassinare dopo averlo inserito nelle liste di proscrizione, ma la legge fu riproposta da Cinna, si scatena così la guerra civile tra Mario e Silla, e la cittadinanza probabilmente non fu mai concessa. Con la guerra Silla ridusse le città lucane, fra le quali Potenza, a delle semplici colonie militari, essa furono cinte di mura e riempite di roccaforti, e quelle che non sostenevano i tributi vennero spopolate e riempite esclusivamente da soldati, che ricevevano un podere in modo che questi fossero accontentati.
In questo periodo si andarono denominando dei primi luoghi specifici della città di Potenza: "Quintana" era il nome dato alle strade secondarie che traversavano le strade maggiori, "Latore" era il nome del fiumicello che faceva muovere i mulini, "Lancillo" era il nome della pubblica fontana da cui i cittadini attingevano l’acqua, e ai confini della città vi era il "Castroviere", cioè un insieme di fabbriche di fortificazioni lasciate incomplete. Il capitolo si chiude con la defalcazione di Potenza in Prefettura da parte di Ottaviano.

## Capitolo IV
Partendo da una breve digressione sulla città di Oppido, si apre una descrizione del sito antico di Potenza. La città, così come il limitrofo paese prima citato, prende in prestito la struttura urbanistica delle città sannite, i villaggi erano per lo più situati tra le alture, e vi erano antiche dimore presso la cappella, ormai persa, di Sant'Oronzo e sopra le coste dette di San Pietro e alle sponde dell'Aristello e del Basento. Intorno a questi due fiumi, non molto lontano, c'erano antiche mura diroccate, lì vicino sorge la contrada chiamata Murata, negli scavi che allora si eseguivano furono trovate poi monete con pregiate intagliature, che fanno pensare a un fiorente commercio di cui Potenza era caratterizzata, fu scoperta poi, sotto la strada vicina all'allora Palazzo del Conte, una più antica di grosse pietre quadrate. Tutti i marmi disponibili sul territorio inoltre, furono usati per ergere le fondamenta del Seminario. Dagli scavi inoltre si venne a sapere che la città fu più volte riedificata, probabilmente a causa delle incursioni dei Barbari e dei Saraceni, da cui prende nome il vicino paese: Campo Saraceno. Di edifici risalenti all'anno mille, cioè indicativamente il periodo dell'ultima ricostruzione della città, quando Carlo I d'Angiò la cinse d'assedio, e dopo la verifica di una scossa sismica non molto tempo dopo, abbiamo la Torre del Monastero dei Cappuccini e le due chiese collegiali.

## Capitolo V
Vengono ripresi gli eventi storici dal tempo di Augusto, quando egli divise l'Italia in undici parti, delle quali la terza comprendeva la Lucania, il Bruzio, il Salento e la Puglia, con Adriano poi, si decise che le regioni dovevano essere governate da uomini consolari, che in seguito furono sostituiti da uomini giuridici, che fino ai tempi di Costantino, prendevano il nome di correctores. In Lucania fu rettore Tetrico, che fu sconfitto dalle truppe di Aureliano, dopo che era stato nominato imperatore dalle sue armate. Dopo Costantino invece abbiamo notizia che l'Italia fu suddivisa in diciassette province, e la decima era composta da Lucania e Bruzio, sempre sotto il governo di un correttore. Giunto il periodo della fine dell'Impero Romano d'Occidente, Teodorico organizzò il suo Regno Italico, e decise nel 493 d.C. di imporre ai suoi Goti le leggi romane, e riprese i nomi e le cariche che questi usavano. In quel tempo in Lucania fu correttore Cassiodoro, a cui succedette Venanzio, questa carica restò tale per molto tempo ancora, tuttavia, sotto Alarico i correttori presero il nuovo nome di Cancellieri. Successivamente si dice che i Greci sconfissero i barbari risiedenti in Italia, ma tennero la conquista per poco tempo. Il paese fu nuovamente schiacciato dalla ferocia dei Longobardi, guidati da Autari, che dopo aver conquistato tutti i territori, fu eletto re, e i suoi comandanti si spartirono in ducati le varie regioni, questi capitani poi, bramosi di espandere i loro domini, fecero evolvere i ducati in principati, tra cui importante era quello di Benevento. Così tutti i principati Longobardi e gli ex-possedimenti Greci conquistati dai Normanni, si unirono nel Regno delle Due Sicilie.La Lucania dunque si trovò sottomessa ai Goti, il cui re Teodorico, lasciò in vigore le leggi romane, mantenendo allo stesso tempo le usanze del suo popolo ma, poiché questa situazione portò a vari disguidi, fu emanato un codice di centocinquantaquattro articoli per far fronte a questi problemi. In seguito però, con i Longobardi si fece un codice di leggi, permettendo ai Romani di mantenere il loro. Una prima raccolta risale al re Rotari, che fu poi arricchita dai suoi successori, ognuno dei cittadini dunque doveva dichiarare a quale codice di leggi rendesse conto, fin quando, intorno all'XIII secolo, il corpo di leggi longobardo cadde in disuso. Potenza, in questo periodo, si avvalse della libertà di aderire al diritto romano. La città stava dunque sotto la politica dei conti Longobardi, che erano fedeli al Ducato Beneventano, a loro volta sotto la giurisdizione del Principe di Salerno.
Facendo un salto indietro nel tempo, per quanto riguarda la persecuzione dei cristiani, durante il governo di Diocleziano, sappiamo che dalla Calabria fu condotto a Potenza san Felice, vescovo di Tiburio, da qui, una volta arrivato a Venosa, fu martirizzato, In quel periodo furono anche perseguitati, nell'Africa proconsolare, san Bonifacio e la coniuge, santa Tecla, che ad Adrumeto, in Tunisia, impartivano dottrine cristiani ai loro dodici figli che, diffondendo il loro credo anche a Cartagine però, finirono con l'attirare l'attenzione dell'allora proconsole Valeriano, che li condusse prima a Grumento e poi a Potenza, dove videro la morte alcuni di loro. Giunti dopo a Venosa furono giustiziati altri, e i pochi sopravvissuti furono decapitati in Puglia. Per compassione di questi martiri, i potentini scelsero Sant'Aronzio come loro protettore, assieme a San Gerardo.
Quest'ultimo, nato a Piacenza, si trasferì in età adulta a Potenza, ad operare per il bene della pubblica istituzione, considerato saggio e buono da tutti, alla morte del suo pastore, fu chiamato a reggere l'episcopato, e venne quindi consacrato nella cattedrale di Acerenza dall'arcivescovo Pietro. Morì nel 1119. Nell'anno successivo, con l'entrata trionfante a Roma di Callisto II e con la pressione di questo sull'arcivescovo di Acerenza, sul vescovo di Gravina Guido e sul vescovo di Grumento Leone, fu consacrato santo protettore di Potenza.

## Capitolo VI
Viene presentato lo scisma di Anacleto che, dopo la morte di papa Onorio II nel 1130,venne eletto antipapa in contrapposizione all'elezione di Innocenzo II. Anacleto, oltre al sostegno del basso clero e della maggioranza della popolazione, godette del supporto di diversi sovrani europei tra i quali Ruggero II di Sicilia che venne incoronato come re di Sicilia dallo stesso papa durante il concilio di Melfi nel Natale del 1130. Ruggero nel 1139 dopo aver sconfitto l'imperatore Lotario II pretese dal papa Innocenzo II il riconoscimento di re di Sicilia.
Nel sud Italia a succedere ai normanni furono gli Svevi con Enrico VI e poi con Federico II. Il sovrano spese molto del suo tempo nel meridione recandosi non di rado il castello di Lagopesole e facendosi affiancare da diversi nobili locali come Messer Bartolomeo della Castagna. Durante la discesa nel sud Italia da parte dell'imperatore Corradino diversi nobili potentini tra cui i conti di Potenza Pietro e Guglielmo e le famiglie Filangieri e Castagna si schierarono dalla parte dei ghibellini che vennero però sconfitti nel 1268 nella battaglia di Tagliacozzo. A pagarne le conseguenze in Lucania fu soprattutto la città di Potenza che venne messa a ferro e fuoco da parte dei vincitori. In seguito a questo, gli insediamenti all'interno della città diminuirono generando una dislocazione della popolazione verso le zone limitrofe. La città venne colpita anni dopo da un terremoto in cui come testimoniato dal regio diploma dell'archivio della zecca, Carlo I d'Angiò offrì soccorso ai cittadini e l'esenzione temporanea dalle imposte statali. Alcuni dicono, che proprio in questo periodo fu ricostruita la città nel luogo in cui si trova oggi, e non più accanto alle rive del fiume, ma questo, dice l'autore, è errato poiché vi era presenti già delle costruzioni antecedenti al cataclisma. In seguito però le scosse si ripeterono, a distanza di anni, provocando a loro volta altra distruzione, e la chiesa della Santissima Trinità, restò in piedi solo per metà, tuttavia i Potentini si dimostrarono legati al luogo, come è dimostrato dalla presenza di chiese di Santa Caterina e Santa Annunziata, e del Casale di Santa Maria del Sepolcro, le prime due oggi non sono più presenti, scomparse insieme all'antico borgo cittadino, mentre l'ultima fu incorporata in un monastero edificato dai Conti di Potenza nel 1488 e concesso ai ' Frati dell'Osservanza'. Dopo varie successioni dinastiche svoltesi in contemporanea con gli eventi sopra citati, arriviamo alla salita al trono di Giovanna II di Napoli, e sotto il suo regno furono emanati tre editti, che concedevano privilegi alla città, tra cui l'esenzione parziale dalle tasse. Successivamente queste grazie furono riconfermate da Alfonso I d'Aragona nel 1442 a Foggia.
Il re, in seguito, donò il contado di Potenza a Innico de Guevara, dopo che fu espulsa la famiglia degli Attendolo, lasciandola senza alcun controllo feudale. Al seguito di Giovanna II vi fu Ferrante I, ovvero Ferdinando I di Napoli, che si mostrò disponibile come colei che la precedette. Sotto il suo comando, il conte Innico de Guevara e tutti i cittadini di Potenza si mostrarono fedeli.